# Vévoda z Norfolku
Vévoda z Norfolku je šlechtický titul v Anglii zřízený roku 1397.

## Historie
Před zřízením titulu vévody existovali hrabata z Norfolku počínaje Rogerem Bigodem (úmrtí 1107). Rod vymřel po meči Rogerem Bigodem, 5. hrabětem z Norfolku roku 1306. Titul a majetek se navrátil koruně. Král Eduard II. udělil roku 1312 titulu hraběte z Norfolku Rogerovu bratrovi Thomasovi z Brothertonu. Titul přešel na Thomasovu dceru Margaret, poté na Thomase de Mowbray.
Roku 1397 král Richard II. udělil Thomasu de Mowbray titul vévody a úřad hrabě maršál. Thomas zemřel roku 1399 v exilu a jeho žena přijala titul hraběnky z Norfolku.
Mezi lety 1401 a 1476 získali opět titul Mowbrayové. John de Mowbray, 4. vévoda z Norfolku zemřel bez mužského potomka. Jeho dcera Anne de Mowbray byla provdaná za vévodu Richarda ze Shrewsbury. Anna zemřela v 8 letech. Richard zdědil majetek a bohatství rodu Mowbrayu. Stal se také vévodou z Norfolku. Roku 1483 byl Richard prohlášen za nelegitimního dědice a titul propadl koruně.
Roku 1483 získal titul vévody John Howard. Titul až do současnosti náleží potomkům Johan Howarda.
Katolická víra rodu Howardů často vyústila v konflikt s panovníkem, zejména během panování Jindřicha VIII. Tudora. Thomas Howard, 3. vévoda z Norfolku byl 27. ledna 1547 krále Jindřichem zbaven titulu a majetku. Byl uvězněn v Toweru a následující den unikl popravě díky Jindřichově smrti. Uvězněn byl až do nástupu katolické královny Marie I. Tudorovny, která mu roku 1553 navrátila titul a majetek. Thomas zemřel následující rok a jeho nástupcem se stal jeho vnuk Thomas.
Po úmrtí královny Marie roku 1558 a nástupu královny Alžběty I. byl Thomas uvězněn za plán sňatku s Alžbětinou sestřenicí skotskou královnou Marií Stuartovnou. Roku 1572 byl popraven a titul opět propadl koruně.
Roku 1660 bylo Thomasi Howardovi udělat titul vévody. Zemřel bezdětný roku 1677. Jeho nástupcem se stal jeho mladší bratr Henry Howard.
Dále se titul předával přes syny, synovce a bratry.

## Povinnosti a tituly
Zastávají hodnost hraběte maršála, který má povinnost organizovat státní události, jako je např. korunovace či otevření parlamentu.
Podle rozhodnutí Sněmovny lordů z roku 1999 je vévoda jedním ze dvou šlechticu automaticky přijatých do sněmovny.
V současné době má další přidružené tituly:
- Hrabě z Arundelu (1289)
- Hrabě ze Surrey (1483)
- Hrabě z Norfolku (1644)
- Baron Beaumont (1309)
- Baron Maltravers (1330)
- Baron FitzAlan (1627)
- Baron Clun (1627)
- Baron Oswaldestre (1627)
- Baron Howard z Glossopu (1869)

Všechny tituly kromě barona Beaumont přechází na mužského potomka, baron Beaumont může přejít i na ženského potomka.
Titul hraběte z Arundelu náleží nejstaršímu synovi vévody.

## Seznam vévodu

### Vévodkyně z Norfolku (1397)
- 1397–1399 Markéta z Norfolku

### Vévoda z Norfolku (1397)
- 1397–1399 Thomas de Mowbray, 1. vévoda z Norfolku
- 1425–1432 John Mowbray, 2. vévoda z Norfolku
- 1432–1461 John Mowbray, 3. vévoda z Norfolku
- 1461–1476 John Mowbray, 4. vévoda z Norfolku

### Vévoda z Norfolku (1477)
- 1477–1483 Richard ze Shrewsbury

### Vévoda z Norfolku (1483)
- 1483–1485 John Howard, 1. vévoda z Norfolku
- 1514–1524 Thomas Howard, 2. vévoda z Norfolku
- 1524–1554 Thomas Howard, 3. vévoda z Norfolku
- 1554–1572 Thomas Howard, 4. vévoda z Norfolku
- 1660–1677 Thomas Howard, 5. vévoda z Norfolku
- 1677–1684 Henry Howard, 6. vévoda z Norfolku
- 1684–1701 Henry Howard, 7. vévoda z Norfolku
- 1701–1732 Thomas Howard, 8. vévoda z Norfolku
- 1732–1777 Edward Howard, 9. vévoda z Norfolku
- 1777–1786 Charles Howard, 10. vévoda z Norfolku
- 1786–1815 Charles Howard, 11. vévoda z Norfolku
- 1815–1842 Bernard Howard, 12. vévoda z Norfolku
- 1842–1856 Henry Howard, 13. vévoda z Norfolku
- 1856–1860 Henry Fitzalan-Howard, 14. vévoda z Norfolku
- 1860–1917 Henry Fitzalan-Howard, 15. vévoda z Norfolku
- 1917–1975 Bernard Fitzalan-Howard, 16. vévoda z Norfolku
- 1975–2002 Miles Fitzalan-Howard, 17. vévoda z Norfolku
- od 2002 Edward Fitzalan-Howard, 18. vévoda z Norfolku
  - Henry Fitzalan-Howard, hrabě z Arundelu (nar. 1987) dědic